# Långtjärnen (Silleruds socken, Värmland, 659616-129847)
Långtjärnen är en sjö i Årjängs kommun i Värmland och ingår i Göta älvs huvudavrinningsområde. Sjöns area är 0,012 kvadratkilometer och den befinner sig 207 meter över havet.